# Campionati del mondo di atletica leggera 2009 - Salto con l'asta maschile
La competizione si è svolta su due giorni: qualificazioni la mattina del 20 agosto e finale la sera del 22 agosto 2009.. La gara è stata vinta da Steven Hooker, che ha battuto i due francesi Romain Mesnil e Renaud Lavillenie.

## Podio
| #       | Atleta            | Nazionalità | Misura |
| ------- | ----------------- | ----------- | ------ |
| Oro     | Steven Hooker     | Australia   | 5,90 m |
| Argento | Romain Mesnil     | Francia     | 5,85 m |
| Bronzo  | Renaud Lavillenie | Francia     | 5,80 m |

## Situazione pre-gara

### Record
Prima di questa competizione, il record del mondo (RM) e il record dei campionati (RC) erano i seguenti.
| Record                | Prestazione | Atleta                  | Data                             | Competizione              |
| --------------------- | ----------- | ----------------------- | -------------------------------- | ------------------------- |
| Record mondiale       | 6,14 m      | Sergej Bubka Ucraina    | 31 luglio 1994 Sestriere, Italia |                           |
| Record dei campionati | 6,05 m      | Dmitri Markov Australia | 9 agosto 2001 Edmonton, Canada   | Campionati del mondo 2001 |

### Campioni in carica
I campioni in carica, a livello mondiale e continentale, erano:
| Campione | Atleta                     | Prestazione | Data                              | Competizione                |
| -------- | -------------------------- | ----------- | --------------------------------- | --------------------------- |
| Olimpico | Steve Hooker Australia     | 5,96 m      | 22 agosto 2008 Pechino, Cina      | Giochi della XXIX Olimpiade |
| Mondiale | Brad Walker Stati Uniti    | 5,86 m      | 1º settembre 2007 Osaka, Giappone | Campionati del mondo 2007   |
| Europeo  | Aleksandr Averbukh Israele | 5,70 m      | 13 agosto 2006 Göteborg, Svezia   | Campionati europei 2006     |

### La stagione
Prima di questa gara, gli atleti con le migliori tre prestazioni dell'anno erano:
| # | Atleta                    | Prestazione | Data                               |
| - | ------------------------- | ----------- | ---------------------------------- |
| 1 | Renaud Lavillenie Francia | 6,01 m      | 21 giugno 2009 Leiria, Portogallo  |
| 2 | Steven Hooker Australia   | 5,95 m      | 28 febbraio 2009 Sydney, Australia |
| 3 | Romain Mesnil Francia     | 5,82 m      | 14 luglio 2009 Reims, Francia      |

Avevano valicato i 5,80 m anche i tedeschi Alexander Straub e Malte Mohr, lo statunitense campione mondiale uscente Brad Walker e l'ucraino Maksym Mazuryk; altri tre atleti, tutti statunitensi, a 5,75 m e ulteriori ventitré a quote superiori o pari a 5,70 m.

## Qualificazione
La qualificazione si è svolta, con gli atleti divisi in due gruppi (A e B), a partire dalle ore 10:10 UTC+2 del 15 agosto 2009, per terminare poco più di due ore dopo.

L'accesso alla finale era riservato ai concorrenti con una misura di almeno 5,75 m (Q) o, in mancanza di dodici di questi, ai primi dodici della qualificazione (q).. La qualificazione è stata interrotta a 5,65 m, essendo rimasti in gara soli undici atleti. Si sono qualificati per la finale quindici concorrenti, poiché quattro atleti si sono classificati a pari merito in dodicesima posizione.
| #  | Gruppo | Atleta                 | Nazionalità   | 5,25 | 5,40 | 5,55 | 5,65 | Misura (m) | Esito | Note                                     |
| -- | ------ | ---------------------- | ------------- | ---- | ---- | ---- | ---- | ---------- | ----- | ---------------------------------------- |
| 1  | B      | Alexander Straub       | Germania      | -    | -    | o    | o    | 5,65       | q     |                                          |
| 1  | B      | Renaud Lavillenie      | Francia       | -    | o    | o    | o    | 5,65       | q     |                                          |
| 1  | A      | Steven Hooker          | Australia     | -    | -    | -    | o    | 5,65       | q     |                                          |
| 4  | A      | Maksym Mazuryk         | Ucraina       | -    | o    | xo   | o    | 5,65       | q     |                                          |
| 4  | A      | Romain Mesnil          | Francia       | -    | -    | xo   | o    | 5,65       | q     |                                          |
| 6  | A      | Damiel Dossévi         | Francia       | -    | o    | o    | xo   | 5,65       | q     |                                          |
| 7  | A      | Giuseppe Gibilisco     | Italia        | -    | o    | o    | xxo  | 5,65       | q     |                                          |
| 8  | B      | Steven Lewis           | Regno Unito   | -    | o    | xo   | xxo  | 5,65       | q     |                                          |
| 8  | A      | Aleksandr Gripič       | Russia        | o    | o    | xo   | xxo  | 5,65       | q     |                                          |
| 8  | A      | Malte Mohr             | Germania      | -    | -    | xo   | xxo  | 5,65       | q     |                                          |
| 11 | B      | Alhaji Jeng            | Svezia        | -    | xo   | xxo  | xxo  | 5,65       | q     | Miglior prestazione personale stagionale |
| 12 | B      | Daichi Sawano          | Giappone      | -    | -    | o    | xxx  | 5,55       | q     |                                          |
| 12 | B      | Kevin Rans             | Belgio        | -    | o    | o    | xxx  | 5,55       | q     |                                          |
| 12 | B      | Viktor Chistiakov      | Russia        | -    | -    | o    | xxx  | 5,55       | q     |                                          |
| 12 | A      | Derek Miles            | Stati Uniti   | -    | -    | o    | xxx  | 5,55       | q     |                                          |
| 16 | A      | Jeremy Scott           | Stati Uniti   | -    | o    | xo   | xxx  | 5,55       |       |                                          |
| 17 | A      | Konstadínos Filippídis | Grecia        | o    | o    | xxo  | xxx  | 5,55       |       |                                          |
| 18 | B      | Björn Otto             | Germania      | -    | xo   | xxo  | xxx  | 5,55       |       |                                          |
| 18 | A      | Igor Pavlov            | Russia        | -    | xo   | xxo  | xxx  | 5,55       |       |                                          |
| 18 | A      | Yoo Suk Kim            | Corea del Sud | xo   | o    | xxo  | xxx  | 5,55       |       | Miglior prestazione personale stagionale |
| 21 | B      | Leonid Andreev         | Uzbekistan    | xxo  | o    | xxo  | xxx  | 5,55       |       |                                          |
| 22 | B      | Eemeli Salomäki        | Finlandia     | o    | o    | xxx  |      | 5,40       |       |                                          |
| 22 | B      | Łukasz Michalski       | Polonia       | -    | o    | xxx  |      | 5,40       |       |                                          |
| 24 | B      | Toby Stevenson         | Stati Uniti   | -    | xo   | xxx  |      | 5,40       |       |                                          |
| 24 | A      | Jan Kudlicka           | Rep. Ceca     | -    | xo   | xxx  |      | 5,40       |       |                                          |
| 24 | A      | Luke Cutts             | Regno Unito   | -    | xo   | xxx  |      | 5,40       |       |                                          |
| 24 | A      | Spas Bukhalov          | Bulgaria      | -    | xo   | -    | xxx  | 5,40       |       |                                          |
| 28 | B      | Jurij Rovan            | Slovenia      | xo   | xo   | xxx  |      | 5,40       |       |                                          |
| 28 | A      | Yavgeniy Olhovsky      | Israele       | xo   | xo   | xxx  |      | 5,40       |       |                                          |
| 30 | B      | Denys Fedas            | Ucraina       | o    | xxx  |      |      | 5,25       |       |                                          |
| 31 | A      | Takafumi Suzuki        | Giappone      | xo   | xxx  |      |      | 5,25       |       |                                          |
|    | B      | Fábio Gomes da Silva   | Brasile       | -    | xxx  |      |      | NM         |       |                                          |
|    | A      | Jesper Fritz           | Svezia        | -    | x    |      |      | NM         |       |                                          |
|    | B      | Oleksandr Korchmid     | Ucraina       | -    | xxx  |      |      | NM         |       |                                          |
|    | B      | Brad Walker            | Stati Uniti   |      |      |      |      | NP         |       |                                          |

## Finale
La finale si è svolta sabato 22 agosto 2009, è iniziata alle ore 18:15 UTC+2 ed è terminata dopo due ore e mezza.
| #       | Atleta             | Nazionalità | 5,50 | 5,65 | 5,75 | 5,80 | 5,85 | 5,90 | 5,95 | Misura (m) | Note                                     |
| ------- | ------------------ | ----------- | ---- | ---- | ---- | ---- | ---- | ---- | ---- | ---------- | ---------------------------------------- |
| Oro     | Steven Hooker      | Australia   | -    | -    | -    | -    | x-   | o    |      | 5,90       |                                          |
| Argento | Romain Mesnil      | Francia     | o    | o    | x-   | o    | o    | x-   | xx   | 5,85       | Miglior prestazione personale stagionale |
| Bronzo  | Renaud Lavillenie  | Francia     | o    | o    | xxo  | o    | x-   | x-   | x    | 5,80       |                                          |
| 4       | Maksym Mazuryk     | Ucraina     | o    | xo   | o    | x-   | xx   |      |      | 5,75       |                                          |
| 5       | Aleksandr Gripich  | Russia      | o    | xxo  | o    | xxx  |      |      |      | 5,75       | Miglior prestazione personale            |
| 6       | Damiel Dossévi     | Francia     | o    | o    | xo   | xxx  |      |      |      | 5,75       | Miglior prestazione personale            |
| 7       | Giuseppe Gibilisco | Italia      | xo   | xo   | xx-  | x    |      |      |      | 5,65       |                                          |
| 7       | Alexander Straub   | Germania    | xo   | xo   | xxx  |      |      |      |      | 5,65       |                                          |
| 7       | Steven Lewis       | Regno Unito | xo   | xo   | xxx  |      |      |      |      | 5,65       |                                          |
| 10      | Viktor Chistiakov  | Russia      | o    | xxx  |      |      |      |      |      | 5,50       |                                          |
| 10      | Daichi Sawano      | Giappone    | o    | xxx  |      |      |      |      |      | 5,50       |                                          |
| 12      | Kevin Rans         | Belgio      | xo   | xxx  |      |      |      |      |      | 5,50       |                                          |
| 12      | Alhaji Jeng        | Svezia      | xo   | xxx  |      |      |      |      |      | 5,50       |                                          |
| 14      | Malte Mohr         | Germania    | xxo  | xxx  |      |      |      |      |      | 5,50       |                                          |
|         | Derek Miles        | Stati Uniti | xxx  |      |      |      |      |      |      | NM         |                                          |

L'australiano Steven Hooker, infortunato sin dalla qualificazione e campione olimpico in carica, ha vinto il titolo con tre soli salti (uno in qualificazione e due in finale), entrando in gara in finale alla misura di 5,85 m.